# Brand in der Oper
Brand in der Oper ist ein deutsches Liebesfilmdrama aus dem Jahre 1930 von Carl Froelich mit Alexa Engström, Gustav Fröhlich und Gustaf Gründgens in den Hauptrollen.

## Handlung
Generaldirektor Otto van Lingen ist ebenso reich wie erfolgreich. Bereits in jungen Jahren hat es der monokelbehaftete Bonvivant weit gebracht und so glaubt er auch, dass er es mit all seinen Millionen besonders leicht hat, jedes Damenherz zu erobern, was in der Regel auch zutrifft. Derzeit hat er es auf die reizende Chorsängerin Floriane Bach abgesehen, die jedoch von ihm weit weniger begeistert ist. Die junge Frau ist im Opernhaus der Stadt beschäftigt. Für die kommende Aufführung von Jacques Offenbachs "Hoffmanns Erzählungen" werden noch drei junge Damen für die weiblichen Hauptrollen gesucht, darunter auch eine Sängerin mit besonders schöner Stimme. Van Lingen sieht die Chance gegeben, durch seine Protektion Floriane von sich zu überzeugen, hat aber auch damit keinen Erfolg, auch wenn er dank der Mithilfe seines Freundes und Privatsekretärs Richard Faber Floriane eine der Hauptrollen verschaffen kann. Als Otto sie in sein Séparée bittet und de facto eine Gegenleistung erwartet, lässt Floriane ihn abtropfen und stürzt aus dem Raum.
Während van Lingen konsterniert zurückbleibt, entwickeln sich zwischen seiner rechten Hand Faber und der Nachwuchsmimin zarte Bande. Bald verlieben sich die beiden jungen Leute ineinander. Van Lingen nimmt daraufhin an, dass ihn sein Freund Richard hinter seinem Rücken hintergangen und ihm aus sehr eigennützigen Motiven Floriane ausgespannt habe. Daraufhin feuert van Lingen den Sekretär. Als am Abend der Offenbach-Premiere in der Oper aufgrund einer Transformatorüberlastung ein Feuer ausbricht und bald der ganze Saal in einem Flammenmeer zu versinken droht, herrscht überall Chaos. Die Menschen schreien und rennen wild durcheinander, Gebäudeteile stürzen herab und zahlreiche Gäste werden schwer verletzt oder kommen in der Flammenhölle um. Jetzt ist der Moment, in dem van Lingen und Faber wieder zueinander finden. Als sie sehen, dass auch Floriane, die angesichts der heftigen Rauchentwicklung in Ohnmacht gefallen ist, arbeiten die Männer Hand in Hand und bringen die Nachwuchskünstlerin ins Freie. Van Lingen, der erkennt, dass Richard und Floriane sich aufrichtig lieben, gibt seine Bemühungen auf und will dem jungen Glück fortan nicht länger im Wege stehen.

## Produktionsnotizen
Brand in der Oper entstand zwischen dem 27. Mai und dem 30. Juni 1930 in den UFA-Ateliers von Neubabelsberg sowie in Paris und Berlin (Opernaufnahmen im Theater am Nollendorfplatz). Die Uraufführung erfolgte am 13. Oktober 1930 in Wien, die deutsche Premiere war ein Tag darauf im Berliner Capitol-Kino.
Friedrich Pflughaupt übernahm die Herstellungsleitung, des Regisseurs Bruder Hugo Froelich die Aufnahmeleitung. Franz Schroedter gestaltete die Filmbauten. Joseph Massolle hatte die tontechnische Oberleitung. Komponist Hansom Milde-Meißner verwendete Kompositionen von Richard Wagner und Jacques Offenbach. Es singt der Chor der Städtischen Oper Berlin.

## Wissenswertes
Der Hauptdarstellerin, die schwedische Schauspielerin und Sängerin Alexa Engström (1899–1984), gelang hiermit der Durchbruch beim Film.
Von diesem Film wurde auch eine französische Sprachfassung unter dem Titel Barcarolle d’amour hergestellt. Froelich wurde der Franzose Henry Roussell als Co-Regisseur zur Seite gestellt. In Großbritannien lief 1931 eine englische Version dieser Films unter dem Titel The Love Duet an.

## Kritiken
Die Österreichische Film-Zeitung schrieb in ihrer Ausgabe vom 18. Oktober 1930: „Den Herstellern dieses Films ist entschieden ein Werk von hohem Rang gelungen, das überall ein beifallsfreudiges Publikum finden wird. Die einfache aber menschlich interessante Handlung des Films gibt Gelegenheit zu zahlreichen Effekten teils humorvoller, teils dramatischer Natur. (…) Die Panik des Publikums, Verzweiflungsschreibe, über Balkonbrüstungen stürzende Körper, dazu das düstere, nur durch den Schein des Feuers erhellte Halbdunkel – all das ist von nervenpeitschender Spannung und durch den ganz hervorragenden Schnitt zu überwältigendster Wirkung gesteigert. (…) Die Regie Carl Froelichs hat in diesem Film ganz Prachtvolles geleistet, überall kommt seine künstlerische Sorgfalt zum Ausdruck.“

„Froehlich [sic!] schickte noch einen Film, eine routinierte, umständliche, musikalische Produktion namens Brand in der Oper, die einige angenehme Musik aufweist, um ihre Unbeholfenheit zu kompensieren.“

In Oskar Kalbus’ Vom Werden deutscher Filmkunst heißt es: „„Brand in der Oper“ (1930) beweist, dass Kunst aus Können wächst und Froelich die Möglichkeiten der neuen Kunstform „Tonfilm“ mit technischer Virtuosität beherrscht.“